# Gustav Bauer
Gustav Adolf Bauer (escucharⓘ) (Darkehmen, Prusia Oriental, 6 de enero de 1870-Berlín, Alemania, 16 de septiembre de 1944) fue un político alemán, líder del Partido Socialdemócrata (SPD) y el canciller de Alemania desde 1919 a 1920.

## Vida y carrera
Bauer, hijo de un agente ejecutivo, cuyos antepasados habían emigrado desde 1731 hasta 1732 desde el sur de Alemania a Prusia Oriental,[cita requerida] trabajó después de la finalización de la escuela primaria en Königsberg en 1884 como empleado en un bufete. Después de una grave enfermedad hubo que amputarle una pierna en 1888. Desde 1893 a diciembre de 1895 fue jefe de oficina del abogado prominente Fritz Friedmann.[cita requerida] En 1895 Bauer fue uno de los fundadores de la Asociación de Personal de la Oficina (Verband der Büroangestellten), cuyo presidente fue hasta la fusión con la Asociación de los Funcionarios Administrativos de las Cajas de Enfermedad en el año 1908. Después de que había perdido su empleo en 1902 a causa de sus actividades sindicales, se estableció por cuenta propia como dueño de un restaurante, pero ya después de un año dejó este trabajo y se convirtió en director de un sindicato. De 1908 a 1918, Bauer tenía el cargo de segundo presidente de la Comisión General de Sindicatos de Alemania. En 1912 fue nombrado presidente de la recién formada Volksfürsorge (una empresa aseguradora) y obtuvo un escaño en el Reichstag (el Parlamento alemán de entonces) para el Partido Socialdemócrata de Alemania (SPD). En 1917 participó en la fundación de la Liga de los Pueblos para la Libertad y la Patria involucrados, lo que contrarresta el extremista alemán del partido Patria debe formar. Después de retirarse de la política, fue director general de una asociación de vivienda de Berlín.
Después de que los nacionalsocialistas tomaran el poder, fue detenido durante una semana en mayo de 1933 por cargos relacionados con malversación de fondos públicos. Los indicios indican que se habría tratado de una conspiración, dado que no pudieron presentarse pruebas de las acusaciones. Después de esto, desapareció de la vida pública.
Gustav Bauer se casó el 2 de octubre de 1911 con Hedwig Moch. Su tumba está en el cementerio de la parroquia de Glienicke/Nordbahn.

## Parte política
Bauer fue miembro del SPD, donde pertenecía al ala derecha del partido, la política de la tregua con el gobierno del Reich durante la Primera Guerra Mundial apoyaron. En 1925 se asoció con el escándalo Barmat expulsado del SPD. El partido de Arbitraje Corte anuló la exclusión el 14 de mayo de 1926, sobre la espalda. Perteneció a la época de la República de Weimar, la bandera del imperio-el oro negro-rojo A.

## Adjunto
En 1912 se trasladó como miembro socialdemócrata para el distrito electoral de Wroclaw (Breslau-este) en el Reichstag del Imperio una , donde perteneció a la Comisión de Presupuesto desde 1915. Después de la revolución de noviembre estuvo en la Asamblea Nacional de Weimar elegido. Él fue, de nuevo hasta 1928 miembro del Reichstag .

## Los cargos públicos

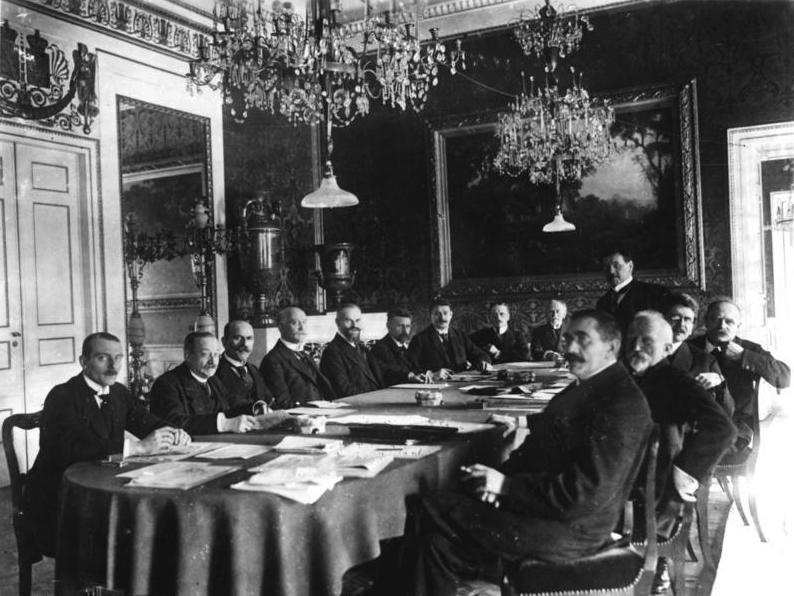
Primera reunión de gabinete del Consejo de Ministros Scheidemann el 13 de febrero de 1919 en Weimar. De izquierda a derecha: Ulrich Rauscher, jefe de prensa del Gobierno del Reich, Robert Schmidt, ministro de Alimentación, Eugen Schiffer, ministro de Finanzas, Philipp Scheidemann, canciller del Reich, Otto Landsberg, ministro de Justicia, Rudolf Wissel, ministro de Economía, Gustav Bauer, ministro de Trabajo, Ulrich von Brockdorff-Rantzau, ministro de Relaciones Exteriores, Eduard David, ministro sin cartera, Hugo Preuss, ministro del Interior, John Giesberts, ministro de Correos, John Bell, ministro de Colonias, Georg Gothein, ministro de Tesoro, Gustav Noske, ministro de Defensa.

Canciller Max von Baden le nombró en octubre de 1918 a la Secretaria de Estado de la Oficina de Trabajo del Reich. El Gabinete Scheidemann pertenecía Bauer desde 13 de febrero de 1919 como ministro de Trabajo. Después de la renuncia de Scheidemann el 20 de junio de 1919 al día siguiente Bauer canciller del gobierno de que el Tratado de Versalles firmado, aunque él mismo rechazó los términos del contrato. Después de que él habló ya el 22 de junio para la aceptación del contrato, pero con la Entente todavía quería protestar contra las determinaciones individuales (pregunta culpabilidad de la guerra y la extradición de ciudadanos alemanes), que tenía que ir a la reunión de la Asamblea Nacional de Weimar a admitir un día después de que sus intervenciones en los vencedores no tuvieron éxito. El hecho de que, a pesar del rechazo por él cláusulas con el único culpable de guerra de Alemania y de la obligación de Alemania de extraditar a nacionales alemanes que lo soliciten, habló durante la firma del contrato, razonó de la siguiente manera:
Señoras y señores! Ninguna protesta hoy más, ninguna tormenta de indignación. Nos Firmar, esa es la sugerencia que debo hacerlos en nombre de todo el Consejo de Ministros. Las razones que nos obligan a esta propuesta son los mismos que ayer, sólo separar nosotros ahora tenemos un breve período de cuatro horas antes de la reanudación de las hostilidades. Otra guerra que no puede ser responsable de, incluso si teníamos armas. Estamos indefensos, indefensos, pero no es deshonroso. Por supuesto, quiero que el oponente nuestro honor, no hay duda de que este intento de difamación volverá a caer de nuevo al propio autor, que no es nuestro honor que se pierden en esta tragedia mundial que es mi creencia, último aliento (Fuente: Acta de la 41 ª sesión de la Asamblea Nacional de Weimar el 23 de junio 1919)
Se sentó en su gestión, la asignación de los ferrocarriles en el reino de la responsabilidad, así como por el ministro de Hacienda, con Matthias Erzberger reforma financiera. Bauer tuvo en 1920 después de que el Kapp Putsch dimitir porque él, al igual que el ministro de Defensa de su gabinete, Gustav Noske, la confianza de su partido y los sindicatos había perdido; pero en el siguiente reinado de su compañero de partido Hermann Müller, ocupó el cargo de Ministro del Tesoro y del 1 de mayo de 1920, la cartera de transporte, que dirigió hasta 25 de junio 1920. En 1921, fue el segundo gabinete Wirth como Vicecanciller y Ministro del Reich de Hacienda.